# Saint-Germain-lès-Arlay
Pour les articles homonymes, voir Saint-Germain.
Saint-Germain-lès-Arlay était une ancienne commune française située dans le département du Jura en région Franche-Comté, devenue, le 1er janvier 2016, une commune déléguée de la commune nouvelle d'Arlay. Ses habitants sont appelés les Saint-Germinois et  Saint-Germinoises.

## Géographie
La superficie de la commune de Saint-Germain-lès-Arlay est de 6,2 km2. Elle se situe à une altitude de 240 mètres environ. La plus grande ville à proximité de Saint-Germain-lès-Arlay est la ville de Lons-le-Saunier située au Sud-Ouest de la commune à 10 km. La rivière la Seille est le principal cours d'eau qui traverse le village de Saint-Germain-lès-Arlay. 
Communes proches de Saint-Germain-lès-Arlay :
- Mantry 4,1 km, limitrophe au nord
- Arlay 2,2 km, limitrophe à l'ouest
- Quintigny 3,8 km, limitrophe à l'ouest
- L'Étoile, 5,2 km du chef-lieu bien que limitrophe au sud-ouest
- Plainoiseau 3,4 km, limitrophe au sud
- Domblans 3,2 km, limitrophe à l'est
- Bréry 3,1 km, limitrophe au nord-est
- Le Louverot 3,9 km
- Voiteur 4 km
- Le Vernois 4 km
- Montain 4,6 km

La commune française la plus éloignée de Saint-Germain-lès-Arlay est Ouessant située à 819,2 km à vol d'oiseau.

## Histoire
Le premier village se trouverait à Beaumont, au pied d’un donjon construit pour contrôler les sources salées. Saint-Germain-les-Arlay fut ensuite construit au pied d’un prieuré, aujourd’hui disparu. Le village dépendait de la baronnie d’Arlay jusqu’au XVe siècle. Dans ce village, l’église date de 1767. La cloche fut mise en place en 1776 et appelée Marie-Claudine. Elle a été cassée en 1816, refondue puis de nouveau refondue en 1832. La petite cloche actuelle qui remplace Marie-Claudine date de 1873. L’église a subi des restaurations en 1819 et 1889. À l’intérieur, un très beau confessionnal du XVIIIe et un tableau de St-Germain, placé au-dessus de la grande porte du fond.  
La rive droite de la Seille abrite les vestiges de l’ancien château de Tortelet et le village de Saint-Germain, construit le long de son cours, est verdoyant et fleuri. Un terrain de tennis est situé à l’entrée, puis l’Hostellerie Saint-Germain devant l’église qui date du XIXe siècle, construite sur les vestiges de l’ancienne église du XIIe. On voit au cours des rues des petites maisons neuves ou restaurées, alternant avec de grands espaces verts. Des terrains de jeux sont aménagés, une fontaine fleurie siège sur la place de la mairie face à l’église. Quelques commerces et artisans animent la vie économique. Un Point I, coteaux de la “Haute Seille”, présente une carte sur panneau en bois. Un beau calvaire est à la sortie du carrefour vers Voiteur.

## Politique et administration
| Période   | Période | Identité        | Étiquette | Qualité |
| --------- | ------- | --------------- | --------- | ------- |
| mars 2001 | 2016    | Bernard Pasteur |           |         |

## Démographie
L'évolution du nombre d'habitants est connue à travers les recensements de la population effectués dans la commune depuis 1793. À partir du 1er janvier 2009, les populations légales des communes sont publiées annuellement dans le cadre d'un recensement qui repose désormais sur une collecte d'information annuelle, concernant successivement tous les territoires communaux au cours d'une période de cinq ans. 
Pour les communes de moins de 10 000 habitants, une enquête de recensement portant sur toute la population est réalisée tous les cinq ans, les populations légales des années intermédiaires étant quant à elles estimées par interpolation ou extrapolation. Pour la commune, le premier recensement exhaustif entrant dans le cadre du nouveau dispositif a été réalisé en 2006,.
En 2014, la commune comptait 476 habitants, en évolution de −7,57 % par rapport à 2009 (Jura : −0,23 %, France hors Mayotte : +2,49 %).
| 1793 | 1800 | 1806 | 1821 | 1831 | 1836 | 1841 | 1846 | 1851 |
| ---- | ---- | ---- | ---- | ---- | ---- | ---- | ---- | ---- |
| 437  | 437  | 581  | 567  | 530  | 565  | 560  | 561  | 580  |

| 1856 | 1861 | 1866 | 1872 | 1876 | 1881 | 1886 | 1891 | 1896 |
| ---- | ---- | ---- | ---- | ---- | ---- | ---- | ---- | ---- |
| 484  | 461  | 460  | 506  | 467  | 446  | 447  | 413  | 388  |

| 1901 | 1906 | 1911 | 1921 | 1926 | 1931 | 1936 | 1946 | 1954 |
| ---- | ---- | ---- | ---- | ---- | ---- | ---- | ---- | ---- |
| 378  | 392  | 340  | 322  | 298  | 304  | 314  | 305  | 283  |

| 1962 | 1968 | 1975 | 1982 | 1990 | 1999 | 2006 | 2011 | 2013 |
| ---- | ---- | ---- | ---- | ---- | ---- | ---- | ---- | ---- |
| 250  | 253  | 268  | 403  | 465  | 503  | 521  | 489  | 482  |

| 2014 | - | - | - | - | - | - | - | - |
| ---- | - | - | - | - | - | - | - | - |
| 476  | - | - | - | - | - | - | - | - |

## Lieux et monuments

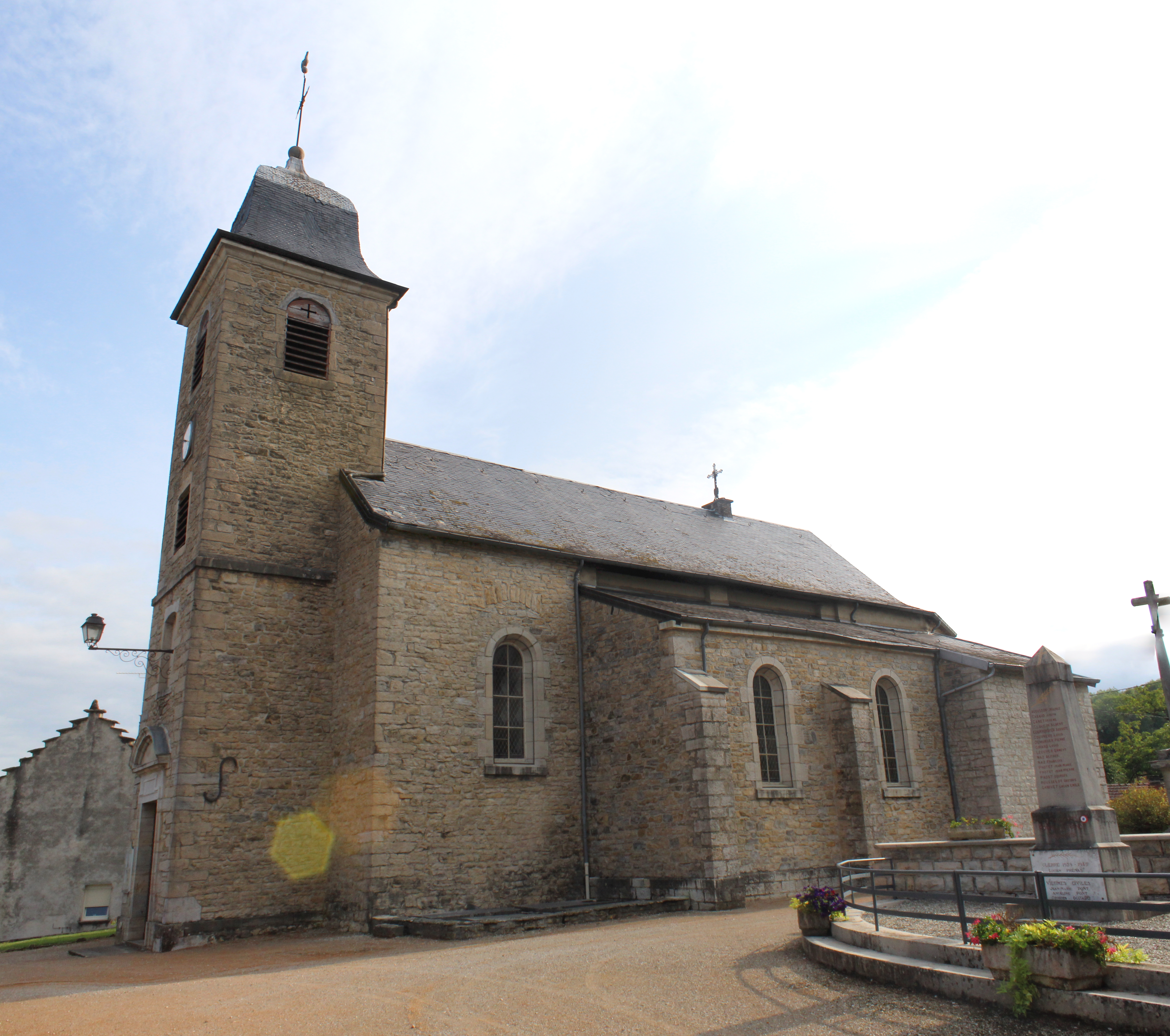
Église Saint-Germain.

- Hôtel Hostellerie Saint Germain ** (7 chambres)
- Église de Saint-Germain-lès-Arlay
- La fontaine fleurie en face de la mairie

## Personnalités liées à la commune